# Bokermannohyla sagarana
Bokermannohyla sagarana es una especie de anfibio anuro de la familia Hylidae.

## Distribución geográfica
Esta especie es endémica de Minas Gerais en Brasil. Se encuentra en la Serra do Cabral en los municipios de Joaquim Felício y Buenópolis.

## Descripción
Los machos miden de 47 a 54 mm y las hembras miden de 44 a 48 mm.

## Publicación original
- Leite, Pezzuti & Drummond, 2011: A new species of Bokermannohyla from the Espinhaço Range, State of Minas Gerais, southeastern Brazil. Herpetologica, vol. 67, p. 440-448.[4]